# Лудвиг Лоренц
Лудвиг Валентин Лоренц (18 януари 1829 – 9 юни 1891) е датски математик и физик. Той разработва математическа формула за описване на феномени като отношението между пречупването на светлината и гъстотата на чистата прозрачна субстанция, както и отношението между електрическата и термална проводимост и температура на метала (Закон на Видерман-Франц).